# Syndrome de Barth
 Mise en garde médicale
Le syndrome de Barth est une grave maladie génétique liée au chromosome X qui touche essentiellement les garçons. Ce syndrome doit son nom à son découvreur, le médecin hollandais Peter Barth qui l'a décrit en 1983.

## Symptômes
Elle se manifeste par un ou plusieurs des symptômes suivants, à des degrés différents :
- neutropénie avec  un risque plus élevé d'attraper de graves infections telles que des pneumonies bactériennes et des infections cutanées.
- atteinte cardiaque de type non-compaction ventriculaire gauche[3]  avec possible troubles du rythme ventriculaire[4].
- faiblesse musculaire et fatigue générale
- retard de croissance. Les jeunes garçons ont cependant une croissance accélérée pendant les dernières années de l'adolescence, ce qui leur permet alors d'atteindre une taille normale[5].

## Biologie
Le taux d'acide-3-méthyglutaconique urinaire est élevé mais un taux normal n'élimine pas le diagnostic.  

## Cause
La maladie est causée par une mutation du gène TAZ situé sur le chromosome X humain, intervenant dans le métabolisme de la cardiolipine.
C'est une maladie liée au chromosome X, ce qui veut dire qu'elle est transmise de mère en fils. Une mère porteuse du syndrome de Barth ne présente elle-même aucun signe ou symptôme de la maladie. La probabilité qu'un garçon né d'une mère conductrice ait le syndrome de Barth est de 50 %. De même, la probabilité qu'une fille née d'une mère conductrice le soit elle-même est de 50 %. Toutes les filles nées d'un père atteint par le syndrome de Barth seront conductrices tandis qu'aucun de ses fils ne sera touché.
Le métabolisme ne produit pas des quantités suffisantes de tétralinoléine-cardiolipine (en anglais, le terme médical est tetralinoleoyl-cardiolipin), un lipide qui est essentiel à la structure et à l'énergie des mitochondries.

## Une maladie rare
Le syndrome de Barth est une maladie rare. En 2013, moins de 200 personnes ont été diagnostiquées comme étant porteuses du syndrome de Barth. Il est très probable que cette maladie soit fortement sous diagnostiquée, et touche, vraisemblablement un enfant sur 300 000. Les familles atteintes, et qui se sont manifestées auprès de la Barth Syndrome Foundation et ses associations affiliées vivent aux États-Unis, au Canada, en Europe, au Japon, en Afrique du Sud, au Koweït et en Australie.